# ディアッカ・エルスマン
- 機動戦士ガンダムSEED DESTINY > 機動戦士ガンダムSEED DESTINYの登場人物 > ディアッカ・エルスマン

ディアッカ・エルスマン（Dearka Elthman）は、テレビアニメ『機動戦士ガンダムSEED』及び『機動戦士ガンダムSEED DESTINY』に登場する架空の人物。
担当声優は笹沼晃。

## 人物
- 人種：コーディネイター（第2世代）
- 誕生日：C.E.54年3月29日
- 星座：牡羊座
- 血液型：AB型
- 年齢：17歳→19歳
- 身長：176cm→180cm
- 体重：67.5kg→58kg
- 趣味：日本舞踊
- 髪色：金
- 瞳：薄い紫
- 出身：プラント フェブラリウス市
- 父：タッド・エルスマン

ザフトのエリート部隊･クルーゼ隊に所属する赤服パイロット。士官アカデミーの成績は4位。エリート意識の強い他の赤服達に比べ、成績を気にする描写はなく、あまり興味がない様子。しかし、戦闘での撃墜数に関しては〝スコア更新〟と意気揚々とし、好戦的な面がうかがえた。
彫りの深い端整な男顔で、健康的な褐色肌が特徴。軽く見えて掴み所がない反面、根は真面目で実直な性格である。
父親はプラント最高評議会議員タッド・エルスマン。父親の反対を押し切ってザフトに志願した。士官アカデミーでイザーク・ジュールとルームメイトとなって以降親友となり、共に行動することが多い。
クルーゼ隊配属当時は年下のアスランやニコルに対し、軽口を叩き小馬鹿にする場面も見られた。実際、アスランとは不仲であったが、これはストライク撃破任務でのアスランの命令無視など不可解な行動、また、アスランが本心を隠している様子を不審に思っていたせいもある。〝命懸けの戦闘中、勝手な行動をするも何の説明もしない。何を考えているのか分からない〟と感じていた。だが、後にキラとアスランの関係、そしてアスラン自身と本音で話す機会があり、蟠りが溶ける。お互いに戦争の早期集結を誓い、和解する。その後は事あるごとにアスランと衝突するイザークを宥めるためクッション役を自認し、両方の間に立って便宜をはかるなど、面倒見も良い。
イザークと同じくコーディネイター選民思想の傾向にあった。ナチュラルに対しても好戦的で、いつもの相手を見下す憎まれが災いし、恋人を失ったミリアリア・ハウやフレイ・アルスターから殺されかけた事がきっかけになり、ナチュラルとコーディネーターについての考え方が大きく変化することとなった。
趣味は日本舞踊で、戦前は師匠の元に通っていた。
身だしなみには気を遣っており、ヘアースタイルは寝癖ではなく自分でセットしているほか、私服姿もルナマリアやメイリンに絶賛され、「彼のいる部隊に配属されたい」と憧れを持たれていた。
初期設定での名称は「アリマン」で、イザークが「ディアッカ」となっていた。また、「怒ると狡猾な性格があらわになる」「きわめて好戦的な性格の持ち主」などの設定がされていた。放映開始前の月間ニュータイプでは「ナチュラル滅ぶべしと唱える急進派」「やや神経質で残忍」とも紹介されていた一方「TV本編とは異なるものである」という前置きの上で、後藤リウによるSEED小説版でのディアッカは嫌味な性格や悪口雑言の類が大幅に緩和されたキャラクターとして描かれている。これに伴い、中盤以降のミリアリア・ハウとの関係など、序盤の感じとはだいぶ変わっている。
2011年にHDリマスター発売記念でYahoo!JAPANで行われたキャラクター人気投票ではキラ、アスランに次いでの3位と高い人気を見せた。
福田監督はディアッカのキャラクター像の変化について「率直に言って、ディアッカをああするつもりはなかったですね。寝返る予定もなかった。ああいう性格だから、キラたちの味方についたんでしょうね。」とインタビューで語っている。また、笹沼の熱演などが影響して予定とは違うキャラクターに育っていったとも述べている。

## 劇中での活躍

### 機動戦士ガンダムSEED
クルーゼ隊の一員としヘリオポリスを襲撃し、G兵器の一機バスターを奪取する。以降搭乗機とし、アスラン・ザラらと共にアークエンジェルを追撃し続ける。
同僚であるニコル・アマルフィの慎重な戦術を「臆病者」と批判し、イザーク同様年下の彼を小馬鹿にした態度をとっていた。しかし、オーブ近海戦においてニコルが戦死した際には、更衣室で感情を爆発させ争うアスランと涙するイザークを必死に食い止めて「仲間同士が争っても何にもならない、自分達が撃つべき敵は仇のストライクだ」と正論を訴え、二人の諍いを冷静に仲介する。その結果、仲間達の意志を固く団結させた。
その後、キラ・ヤマトのストライクを迎撃する決戦時、ニコルやミゲル・アイマン、イザークの傷の仇をとるために奮闘する。しかし、ムウ・ラ・フラガのスカイグラスパーに機体を中破されアークエンジェルの目の前に不時着してしまう。身動きが取れなくなった直後にアークエンジェルの主砲にロックオンされてしまい、苦渋の思いで投降。アークエンジェルの捕虜となり、バスターも奪還される事になった。その後、そこで恋人の死で泣いたミリアリア・ハウを真相を知らないまま茶化してしまい、事件を引き起こしてしまう。その体験で彼女の傷ついた心情に直に触れ、急速にナチュラルへの感情を変化させていく。そして戦争に対しても、プラントを死守しているという自軍の英雄感覚が、いかに悲しみを招くものかを改めて痛感する。
逃亡艦となったアークエンジェルと共にオーブに向かい、地球連合軍によるオーブ解放作戦を前に解放される。しかしアークエンジェルの危機を見過ごすことが出来ず、また戦争を終結させるために命を掛けて闘う正しい心をもった人間を死なせるわけにはいかないと感じ、自分よりも非力な年下の少女から本当の闘う意味を見出した彼なりの敬意と感謝の意として、モルゲンレーテ社工場内で修復されていたバスターに搭乗しアークエンジェルと共にオーブ防衛に貢献する。この戦いの中でアスランと再会し、迷いを抱く彼を後押しした。そのままアークエンジェルの陣容に加わり、アークエンジェル、クサナギと共に宇宙へと上がり、ディアッカのバスターはムウのストライクと共にアークエンジェルに配備された。コロニー・メンデルでの戦闘では、イザークとの再会を果たす。恋人を失ったミリアリア、亡きオーブ代表首長ウズミ、そしてキラやアスランの姿を見てきたディアッカの言葉は、親友イザークに大きな影響を与えた。
第二次ヤキン・ドゥーエ攻防戦では、レイダーに攻撃されたイザークのデュエルを救い、奮戦する。その後、アークエンジェルに接近してきたクルーゼのプロヴィデンスに攻撃を仕掛け、ドラグーンの一斉射によって機体を中破させられる。直後にレイダーから攻撃されるが、イザークによって救われ、アークエンジェルのブリッジで終戦を迎えた。
停戦後は、議員職に戻ったイザークの傍らにザフトレッドとして同行する姿が見られた。

### 機動戦士ガンダムSEED DESTINY
『SEED』終了後、臨時議長を務めたアイリーン・カナーバによって「個人情報の紛失により、あらゆる利敵行為を問えない」という超法規的措置がとられた為、MIAのまま三隻同盟に協力する立場だったディアッカも、プラント籍に戻ることなどを黙認される。
ただしザフトへの復隊にあたっては、一時期ザフトレッドのままだったが、除隊→再入隊という手続きを改めて取りジュール隊に配属。そうして一般兵（緑服）姿での登場となった。しかしこれはファンの間の通説であり公式には彼が一般兵となった理由(経緯)は明かされていない。なお、もともとザフトには階級制がないので、緑服と赤服はアカデミーの成績差でしかなく、決して降格されたわけではない。
とはいえ実質的には隊長に次ぐポジションで描かれ、本来その役割である黒服（副長級）的な立場でイザークと言葉を交わし、お互いに一段と成長した事をうかがわせた。
ユニウスセブン落下テロの際は、ガナーザクウォーリアを乗機として出撃し、偶然の再会となったアスラン・ザラを交えて円熟した腕前をイザークと共に披露した。彼ら歴戦の強戦士の戦いぶりは、後輩のシン・アスカ達を驚嘆させていた。その後も宇宙でプラント防衛任務に就いていたが、ディアッカもギルバート・デュランダルら議会のやり方に疑問を抱き始める。
一方、前大戦終結後からミリアリアとは恋人、または交際関係にあったらしいが、彼女が戦場ジャーナリストという危険な職に就くことについて意見の相違があり、最終的には「私から振っちゃった」事がミリアリア自身から語られた。
レクイエム攻防戦からは黒色のザクファントム専用機を乗機とするようになり、メサイア攻防戦ではデュランダルが行った大量破壊兵器による飽和攻撃に反発、イザークと共にクライン派を援護、最終決戦を戦い抜き生還している。
「FINAL PLUS 選ばれた未来」や「スペシャルエディション完結編 自由の代償」でのメサイア攻防戦では被弾するカットが追加されている。また、後者の新規エンディング・クレジットのシーンでは黒服に昇格しており、再会を喜び抱き合うキラとラクスの姿をイザークやシホらと共に微笑みながら見守っていた。

### 機動戦士ガンダムSEED FREEDOM
本作でもザフト軍に所属しており、プラント参謀本部の情報将校で、階級は大尉。プラント本国で発生した国防委員長のハリ・ジャガンナート中佐たちザフト反乱軍のクーデターから、最高評議会議長のワルター・ド・ラメントを保護してイザーク、シホらとターミナルの基地に逃亡する。その後は、配備されていたかつての乗機バスターの改修機ライトニングバスターガンダムへと搭乗し、イザークのデュエルブリッツガンダムと共に反乱軍の鎮圧に従事する。装備したミーティアで反乱軍艦隊を足止めし、本国での反乱軍が鎮圧された旨を伝え投降を呼び掛けるが、ジャガンナートは説得も聞き入れずに徹底抗戦の姿勢を貫き、そのままナスカ級でファウンデーション軍艦隊に突貫するミレニアムの追撃へと向かってしまう。その後、追撃しながら艦隊を蹴散らして行き、ミレニアムへの砲撃を行っているジャガンナートのナスカ級をイザークと共に撃沈する。反乱軍鎮圧後、合流したシン達のレクイエム破壊を援護し、成功する。

## 搭乗機
- GAT-X103 バスターガンダム
  - ZGMF-103HD ライトニングバスターガンダム
- ZGMF-1000 ザクウォーリア[注 1]
- ZGMF-1001 ザクファントム（ディアッカ・エルスマン専用機）

## 評価
『愛と戦いのロボット 完全保存版』で発表されたアンケート「みんなで選ぶロボットアニメーションベスト100」では、「一番カッコイイヒーローは？」で第49位、「一番美しい悪役・敵役は？」で第43位にランクインした。